# 1988년 하계 올림픽 노르웨이 선수단

1988년 하계 올림픽 노르웨이 선수단은 대한민국 서울에서 개최된 1988년 하계 올림픽에 참가한 올림픽 노르웨이 선수단이다.

## 출전 선수
| 종목   | 남자 | 여자 | 전체 |
| ------ | ---- | ---- | ---- |
| 육상   | 7    | 5    | 12   |
| 카누   | 7    | 0    | 7    |
| 사이클 | 3    | 2    | 5    |
| 다이빙 | 0    | 1    | 1    |
| 승마   | 1    | 0    | 1    |
| 핸드볼 | 0    | 14   | 14   |
| 조정   | 9    | 0    | 9    |
| 요트   | 7    | 0    | 7    |
| 사격   | 4    | 2    | 6    |
| 수영   | 1    | 1    | 2    |
| 레슬링 | 5    | –    | 5    |
| 전체   | 44   | 25   | 69   |

## 같이 보기
- 올림픽 노르웨이 선수단